# Elisabeth Keyser
Hilda Elisabeth Keyser, född 22 januari 1851 i Stockholm, död 16 december 1898, var en svensk porträttmålare och bokillustratör. Hon var dotter till Gustaf Keyser och Hilda Fredrika Keyser.
Elisabeth Keyser studerade vid Konstakademien i Stockholm 1874–1878 och vistades 1878–1889 mestadels i Paris, där hon studerade för Léon Bonnat. Åren 1890–1896 drev hon en målarskola i Stockholm, där en av lärarna var Vilhelmina Carlson-Bredberg. Hon finns representerad i Nationalmuseum, Göteborgs konstmuseum och i Lunds universitets konstmuseum. 

## Bildgalleri

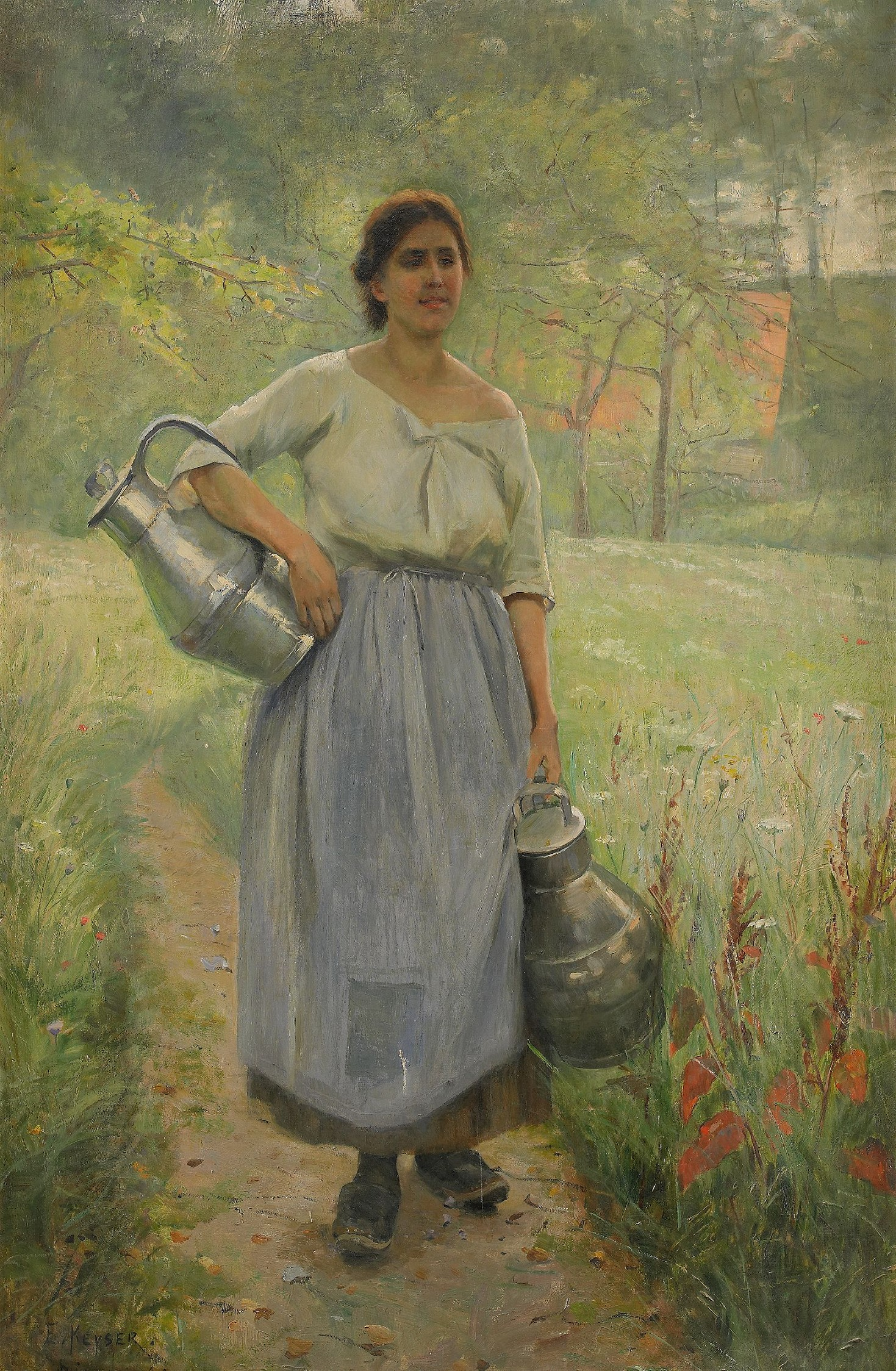
Fransk bondflicka (u. å.)
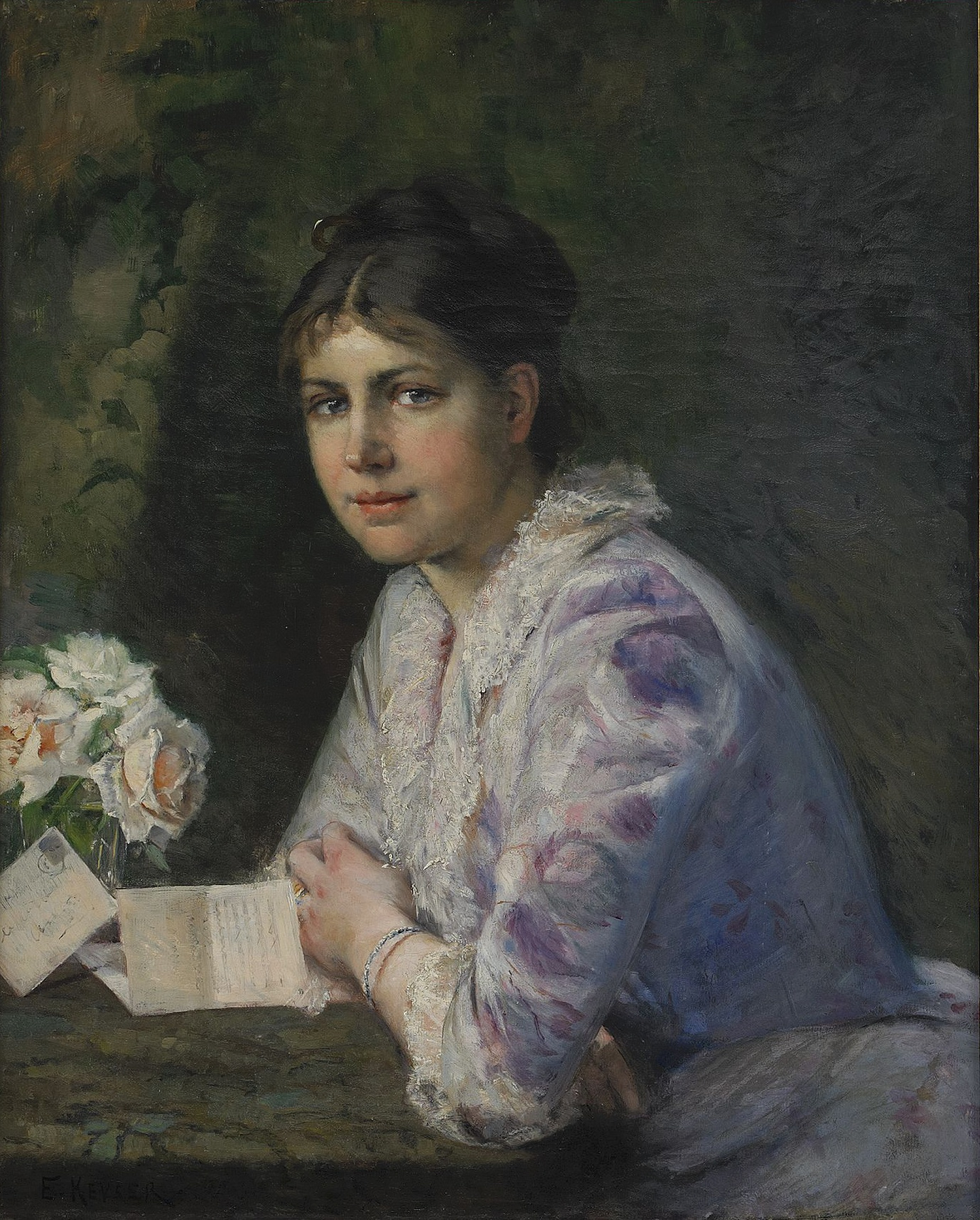
Drömmerier (u. å.)
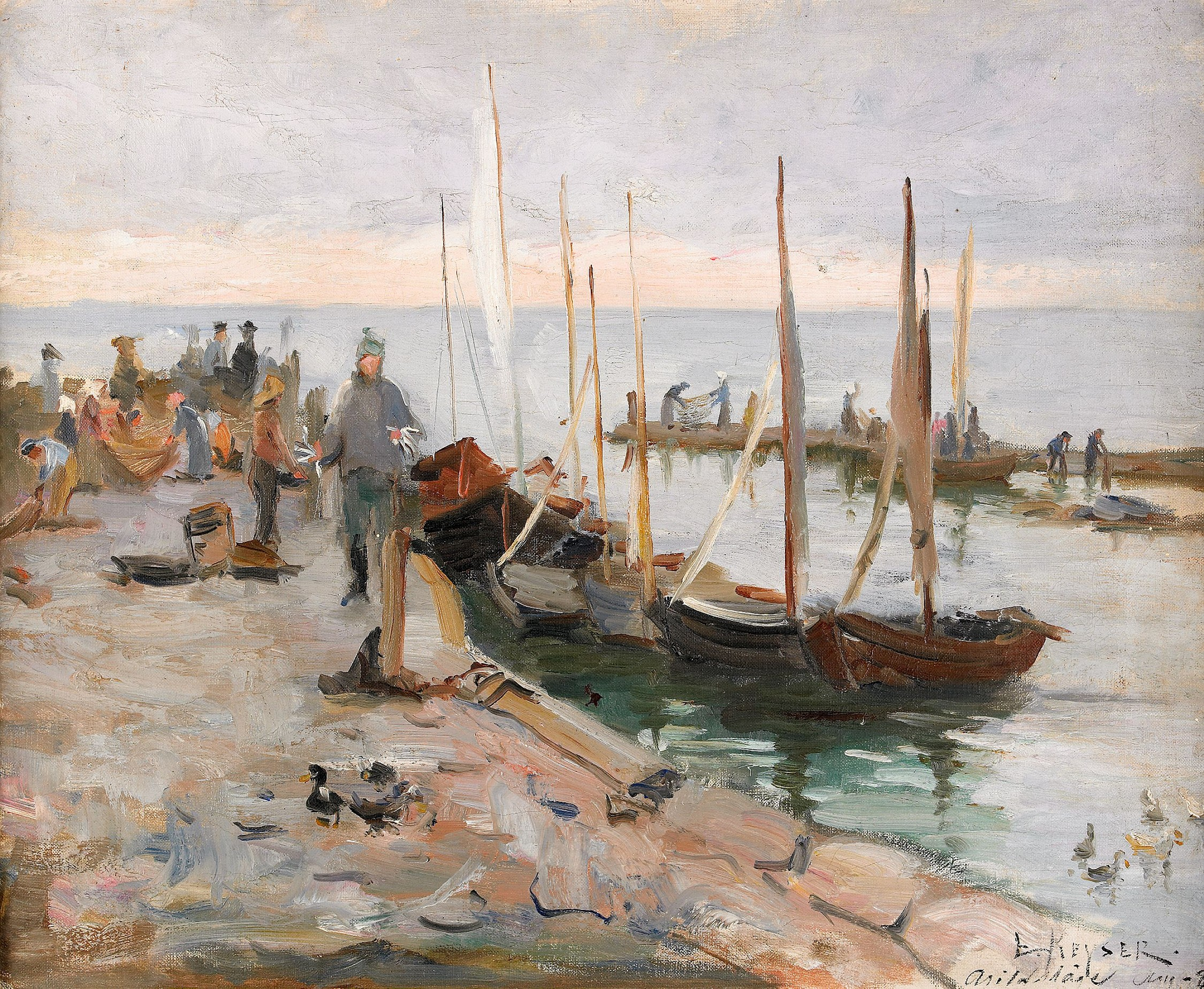
Fångsten bärgas (1889)
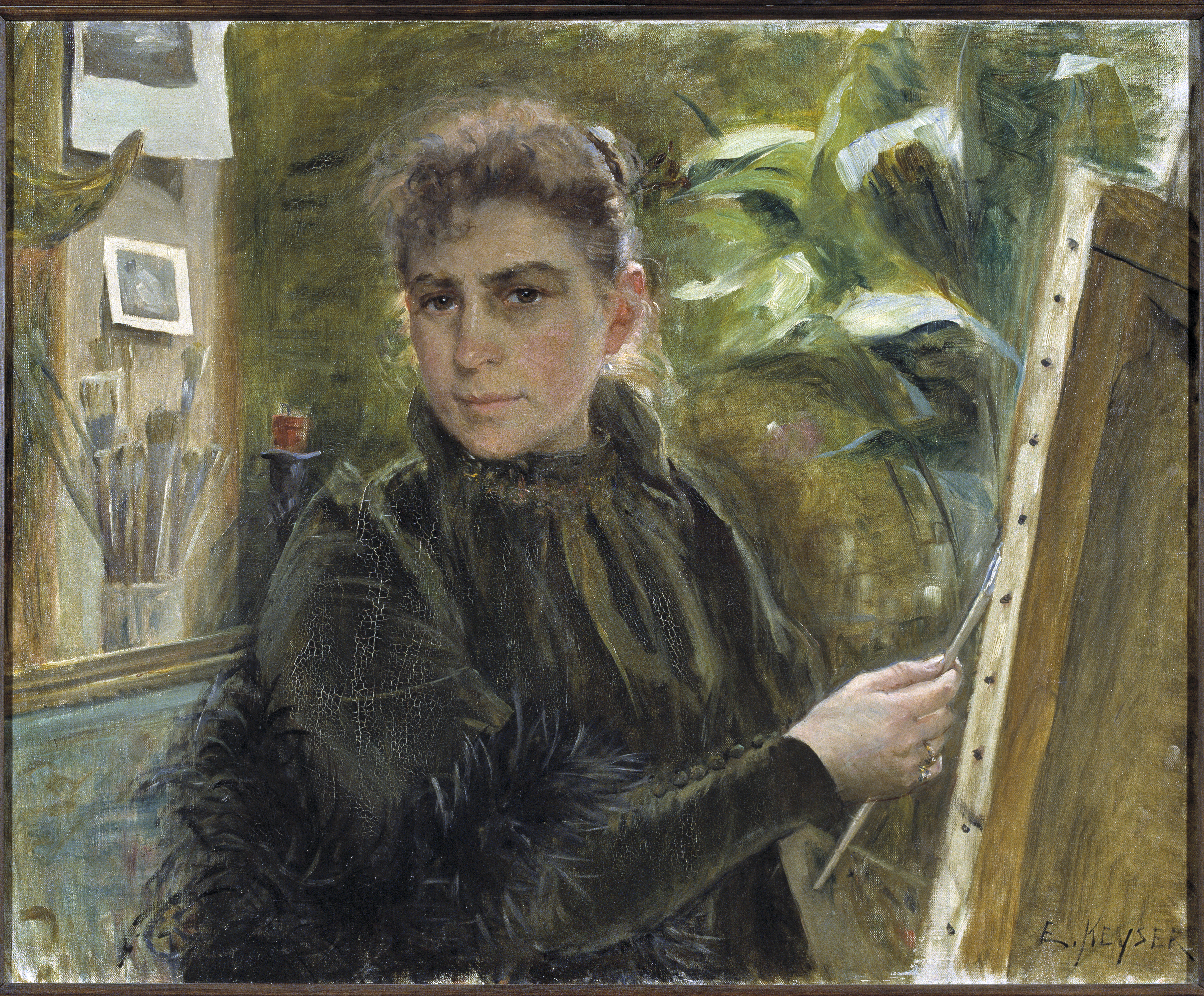
Självporträtt (1880)